# Ève lève-toi (compilation Julie Pietri)
Albums de Julie Pietri
Féminin singulière
(1995) Lumières
(2003)
Ève lève-toi est un album compilant des interprétations de la chanteuse française Julie Pietri, paru en décembre 2000 chez Sony Music Entertainment.
Le titre reprend celui d'une chanson de 1986 incluse. Il inclut aussi les deux tubes de 1982, Je veux croire et Et c'est comme si, dans des versions qui avaient été enregistrées lors de la préparation des concerts à l'Oympia, en décembre 1987.

## Titres
1. Ève lève-toi
Julie Pietri - Jean-Michel Bériat / Vincent-Marie Bouvot
2. Magdalena [1]
Jean-Marie Moreau / Juan Carlos Calderón
3. Nuit sans issue
Julie Pietri - Sophie Troff / Vincent-Marie Bouvot
4. Nouvelle vie [2]
Jean-Michel Bériat / Vincent-Marie Bouvot
5. Et c'est comme si [3]
Julie Pietri / Ray Davies
6. Salammbô [4]
Julie Pietri - Sogann / Serge Guirao - J. Mora
7. Immortelle
Philippe Amar / Vincent-Marie Bouvot
8. Trop d'années à vivre [5]
Jean Cougaret / Jimmy Cliff
9. Étrangère
Julie Pietri - F. Brun / I. Stopnicki
10. Je veux croire [6]
Claude Carrère - J. Schmitt / Duiser - Elias - Soler
11. J'me maquille blues
Jean-Marie Moreau / A. Pewzner - L. Phillips
12. J'ai envie d'être à vous [7]
Jean-Marie Moreau / A. Hawkshaw